# Cryptophialus coronatus
Cryptophialus coronatus is een rankpootkreeftensoort uit de familie van de Cryptophialidae. De wetenschappelijke naam van de soort is voor het eerst geldig gepubliceerd in 1960 door Tomlinson.